# Sarosa ignicornis
Sarosa ignicornis là một loài bướm đêm thuộc phân họ Arctiinae, họ Erebidae.